# Achelia setulosa
Achelia setulosa är en havsspindelart som först beskrevs av Loman, J.C.C. 1912.  Achelia setulosa ingår i släktet Achelia och familjen Ammotheidae. Inga underarter finns listade i Catalogue of Life.